# Хорватське питання
Хорватське питання (хорв. hrvatsko pitanje) — термін на позначення політико-правового і соціального статусу та економічного і культурного становища хорватів в Австрійській імперії, Австро-Угорщині, різних формах Югославії та післядейтонській Боснії і Герцеговині. Хорватське національне питання головним чином удалося розв'язати 25 червня 1991 року в результаті створення незалежної Республіки Хорватії. Відтоді «хорватське питання» асоціюється зі статусом та рівноправністю хорватів у Боснії та Герцеговині.